# Витлокит
Витлокит (англ. Whitlockite) — минерал, фосфат из группы витлокита. Назван в честь американского минералога Герберта Уитлока (англ. Herbert Percy Whitlock (1868-1948)).

## Свойства
Витлокит бесцветен. Имеет стеклянный (иногда смоляной) блеск, тригональную сингонию, неровный излом, химическую формулу Ca9Mg(HPO4)(PO4)6, плотность 3,12, среднюю твёрдость по шкале Мооса. Минерал прозрачен или полупрозрачен, не имеет спайность, также довольно хрупок.